# Бупропіон
Бупропіон (лат. Bupropionum, англ. Bupropion) — синтетичний лікарський засіб, що за хімічним складом є похідним терт-бутиламіну, та відноситься до антидепресантів з групи інгібіторів зворотного захоплення норадреналіну та дофаміну. З медичною метою препарат застосовується перорально.

## Історія
Бупропіон уперше синтезований у 1969 році Наріманом Мета у лабораторії компанії «Burroughs Wellcome», яка натепер є частиною компанії «GlaxoSmithKline», та запатентований у США в 1974 році. Для клінічного застосування препарат схвалений у 1985 році. Початково препарат застосовувався як антидепресант, проте за рік бупропіон усунуто з фармацевтичного ринку у зв'язку із частим побічним ефектом — епілептичними приступами. За кілька років встановлено, що ці явища спостерігаються при застосуванні високих доз препарату (400—600 мг бупропіону на добу), і після цього, як в інструкції щодо його застосування вказано нижчу максимальну дозу препарату, бупропіон знову допущений на фармацевтичний ринок з 1989 року. Пізніше встановлено, що бупропіон має властивості блокатора нікотинових рецепторів, і тому він може бути ефективним у лікуванні нікотинової залежності. У 1997 році бупропіон офіційно схвалений у США для лікування нікотинової залежності.

## Фармакологічні властивості
Бупропіон — лікарський засіб, що відноситься до антидепресантів з групи інгібіторів зворотного захоплення норадреналіну та дофаміну. Механізм дії препарату відрізняється від механізму дії інших антидепресантів, та полягає в інгібуванні зворотнього нейронального захоплення медіаторних моноамінів, переважно норадреналіну та дофаміну, що спричинює накопичення нейромедіаторів у синаптичній щілині, посилення постсинаптичної імпульсації, зниження функціональної активності бета-адренорецепторів та незначно серотонінових рецепторів головного мозку, наслідком чого є нормалізація переважно адренергічної та дофамінових систем мозку та відновлення їх рівноваги, що призводить до купування депресивних станів. Бупропіон також блокує нікотинові холінорецептори, та лише незначно впливає на зворотне захоплення серотоніну, а також не пригнічує активність моноаміноксидази. Бупропірон має структурну подібність із сполуками класу амфетамінів, та має подібний до амфетамінів стимулюючий вплив на центральну нервову систему, проте на відміну від амфетамінів він не спричинює виникнення звикання. Бупропіон також має здатність пригнічувати апетит. Бупропіон застосовується переважно для лікування великих депресивних станів, причому особливо ефективний у комбінації з селективними інгібіторами зворотного захоплення серотоніну, зокрема із циталопрамом, сертраліном, флуоксетином, та міртазапіном. Препарат також застосовується для лікування нікотинової залежності, проте в клінічних дослідженнях він виявився менш ефективним для лікування залежності від куріння, ніж вареніклін. Бупропіон також застосовують для лікування синдрому дефіциту уваги.
Оскільки при застосуванні бупропіону знижується апетит, то препарат застосовується також як засіб для лікування ожиріння у курців. Для підвищення ефективності лікування ожиріння розроблено також комбінований препарат бупропіону з налтрексоном, який схвалений FDA, та Європейським агентством з лікарських засобів.
Бупропірон неефективний при застосуванні у випадку хронічного болю в спині, проте він є досить ефективним у випадку нейропатичного болю. Препарат також схвалений FDA для лікування сезонного афективного розладу. Згідно даних новітніх клінічних досліджень, бупропіон знижує рівень фактору некрозу пухлини, що дає підстави для дослідження щодо можливості використання препарату для лікування таких хронічних захворювань як хвороба Крона та псоріаз.

### Фармакокінетика
Бупропіон добре та відносно швидко всмоктується після перорального застосування. Біодоступність препарату для людини точно не встановлена у зв'язку з його інтенсивним метаболізмом, в експериментах на тваринах (морських свинках) становить 5—20 %. Максимальна концентація бупропіону в крові досягається протягом 2 годин після прийому препарату, при застосуванні форм із сповільненим вивільненням цей час збільшується до 5 годин. Препарат добре (на 80 %) зв'язується з білками плазми крові. Бупропіон проникає через гематоенцефалічний бар'єр, через плацентарний бар'єр, та виділяється в грудне молоко. Метаболізується препарат у печінці з утворенням 3 активних метаболітів.. Виводиться бупропіон із організму переважно у вигляді метаболітів, частково в незміненій формі, переважно із сечею (87 %), частково із калом (10 %). Період напіввиведення препарату становить 14 годин, для форм із сповільненим виділенням 21 година, при порушенні функції печінки або нирок цей час може збільшуватися.

## Покази до застосування
Бупропіон застосовують для лікування великих депресивних станів, лікування нікотинової залежності, сезонного афективного розладу, а також як препарат другої лінії для лікування депресій на фоні біполярного афективного розладу та для лікування синдрому порушення активності та уваги.

## Побічна дія
У перші роки при застосуванні бупропіону спостерігався частий побічний ефект — епілептичні приступи, у зв'язку із чим препарат усунуто з фармацевтичного ринку. За кілька років встановлено, що ці явища спостерігаються при застосуванні високих доз препарату (400—600 мг бупропіону на добу), і після цього, як в інструкції щодо його застосування вказано нижчу максимальну дозу препарату, бупропіон знову був допущений на фармацевтичний ринок. Найчастішими побічними ефектами препарату є головний біль, безсоння, сухість у роті, нудота; при застосуванні високих доз препарату часто спостерігаються артеріальна гіпертензія і тахікардія. Небезпечним побічним явищем препарату є поява суїцидальних думок і збільшення ризику самогубства. Іншими побічними ефектами препарату є:
- Алергічні реакції — шкірний висип, свербіж шкіри, еритема шкіри, анафілактичний шок, кропив'янка, синдром Стівенса-Джонсона, синдром Лаєлла, задишка, бронхоспазм, гіпергідроз, алопеція, гарячка, загострення псоріазу.
- З боку травної системи — зубний біль, блювання, запор, біль у животі, гепатит, жовтяниця, зниження апетиту, перфорація кишечника.
- З боку нервової системи — підвищена стомлюваність, запаморочення, загальна слабкість, тривога, дезорієнтація, депресія, дисфорія, порушення координації рухів, порушення концентрації уваги, тремор, погіршення пам'яті, порушення зору, втрата свідомості, галюцинації, збудження, деперсоналізація, манія або гіпоманія, підвищення внутрішньочерепного тиску, делірій, кома.
- З боку серцево-судинної системи — порушення провідностісерця на ЕКГ, інфаркт міокарду, артеріальна гіпотензія, фібриляція передсердь, приливи крові, тромбоемболія легеневої артерії.
- З боку ендокринної системи — гінекомастія, набряк яєчок, еректильна дисфункція, порушення менструального циклу, зниження лібідо, гіпоглікемія або гіперглікемія.
- З боку опорно-рухового апарату — болі в м'язах, посмикування м'язів, артрит, рабдоміоліз.
- З боку сечовидільної системи — затримка сечі, збільшення частоти сечовиділення, інфекції сечових шляхів.
- Зміни в лабораторних аналізах — лейкопенія або лейкоцитоз, тромбоцитопенія, підвищення активності ферментів печінки.

## Протипокази
Бупропіон протипоказаний при підвищеній чутливості до препарату, одночасному лікуванні інгібіторами моноамінооксидази, судомах, пацієнтам із різкою відміною алкоголю або седативних засобів, пацієнтам із булімією або анорексією.

## Форми випуску
Бупропіон випускається у вигляді таблеток по 0,075; 0,1; 0,15; 0,2 і 0,3 г. бупропіон випускається також у вигляді комбінованого препарату з налтрексоном.